# Luciano Cacciavillani
Luciano Cacciavillani (né le 23 juillet 1956 à Reggio d'Émilie) est un écrivain, poète et compositeur italien contemporain.

## Biographie
Luciano Cacciavillani est né le 23 juillet 1956 à Reggio d'Émilie, chef-lieu de la province éponyme en Émilie-Romagne.

## Œuvres

### Littérature
- 2006 : Mozart... amico mio ! (roman historique; première édition) - Azzali Éditions, Parme.
- 2008 : La giostra della vita (livre de poèmes) - Éditions Nuovi Poeti, Milan.
- 2009 : Mozart... amico mio ! (roman historique; deuxième édition) - GDS Éditions, Milan.

### Musique
- 2008 : Un'altra et à (piano version) - Azzali Éditions Parme.
- 2009 : Musica e poesia - GDS Éditions Milan.
- 2010 : Sweet piano - Idyllium Éditions Milan.

## Sources
- Voir liens externes